# Картлево (Свідвинський повіт)
Картлево (пол. Kartlewo) — село в Польщі, у гміні Свідвин Свідвинського повіту Західнопоморського воєводства.